# 康沃爾鎮區 (伊利諾伊州亨利縣)
康沃爾鎮區（英語：Cornwall Township）是位於美國伊利諾伊州亨利縣的一個行政鎮區。

## 地方資料
根據2010年美國人口普查的數據，康沃爾鎮區的面積為92.40平方千米，當中陸地面積為92.10平方千米，而水域面積為0.30平方千米。當地共有人口272人，而人口密度為每平方千米2.94人。